# 워킹 데드 나잇
《워킹 데드 나잇》(프랑스어: La nuit a dévoré le monde)은 2018년에 개봉한 프랑스의 영화이다.

## 캐스팅
주연
- 앤더슨 다니엘슨 리 : 샘 역
- 골쉬프테 파라하니 : 사라 역
- 드니 라방 : 알프레드 역
- 시그리드 부아지즈(프랑스어판) : 패니 역

조연
- 데이빗 캄메노스(프랑스어판) : 매튜 역